# 30129 Virmani
30129 Virmani è un asteroide della fascia principale. Scoperto nel 2000, presenta un'orbita caratterizzata da un semiasse maggiore pari a 2,2872869 UA e da un'eccentricità di 0,0816832, inclinata di 6,43042° rispetto all'eclittica.